# 克里斯蒂安·菲利普斯
克里斯蒂安·菲利普斯（英語：Kristian Phillips；1990年9月2日—）是一位威爾斯橄欖球運動員。他是威爾斯國家橄欖球隊的一員，曾代表威爾斯參加橄欖球六國賽等賽事。